# Мідленд (Онтаріо)
 Мідленд  (англ. Midland) — містечко в провінції Онтаріо (Канада). Знаходиться містечко у регіоні графства Сімко над затокою Джорджен Бей. Популяція становить 16,5 тис мешканців (2011), у літні місяці може зростати до більше 100 тис. завдяки мешканцям котеджів, яких в околиці та на островах нараховується більше 8 тис.

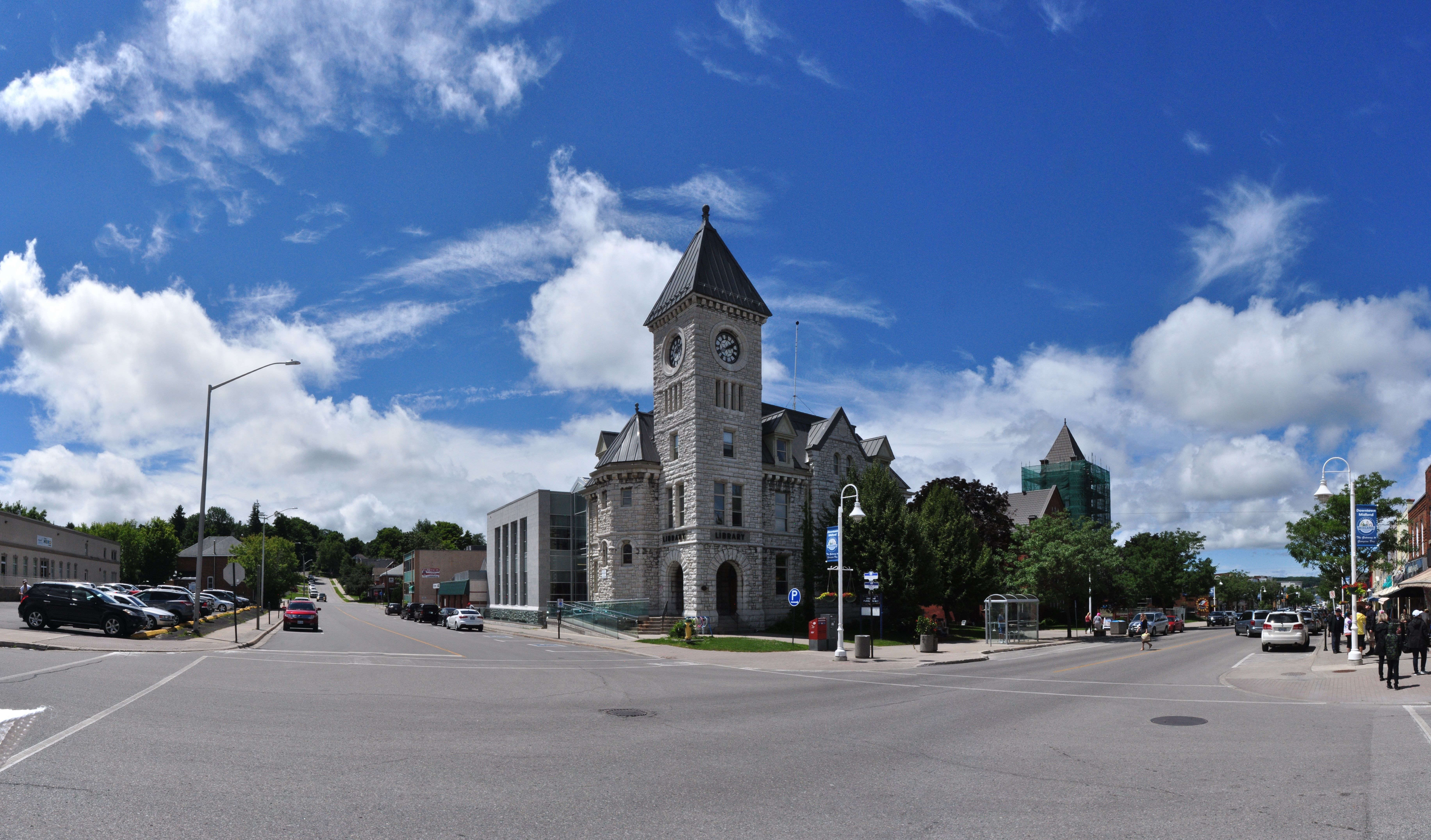
Міська бібліотека
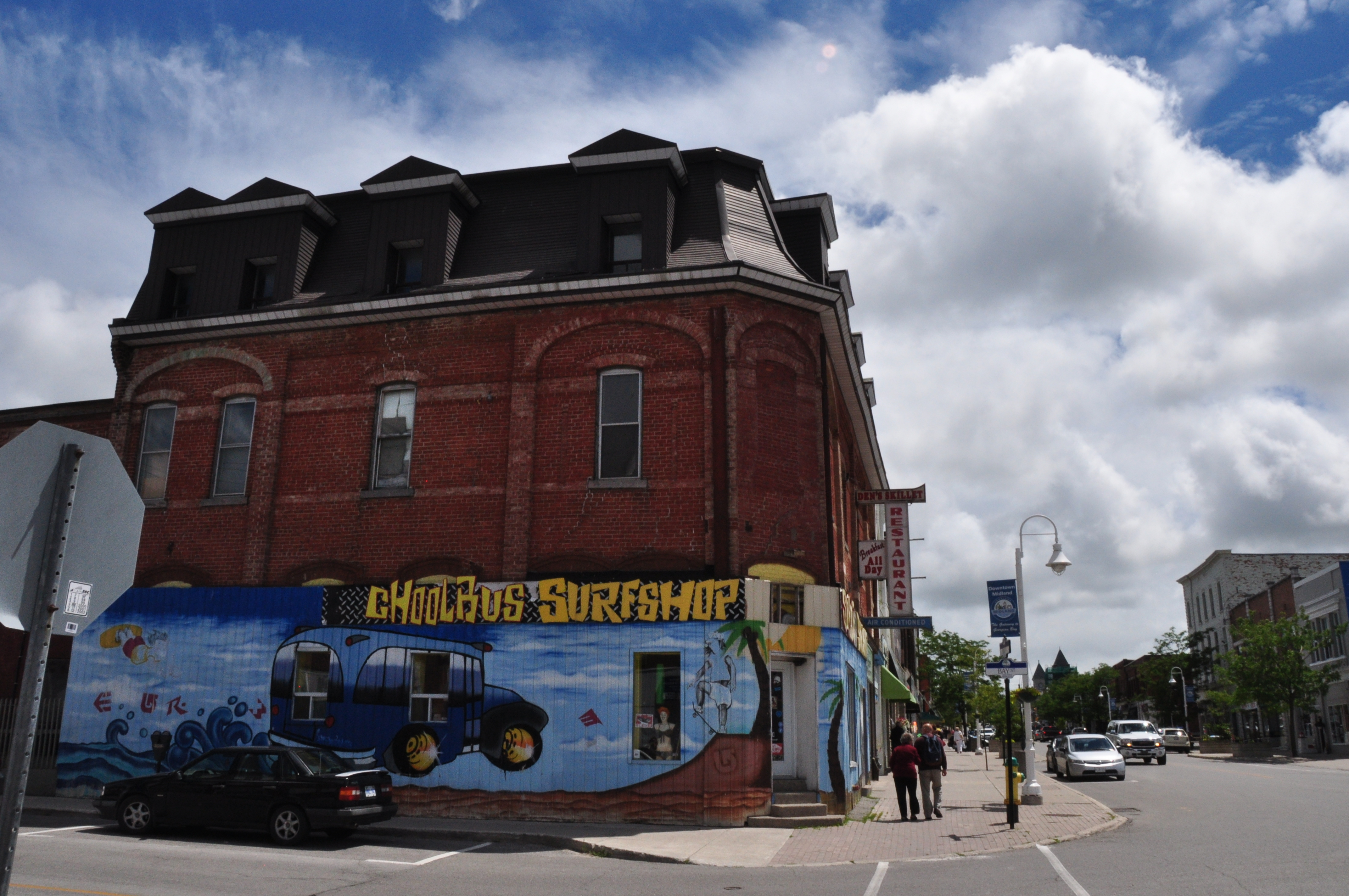
Книжковий магазин
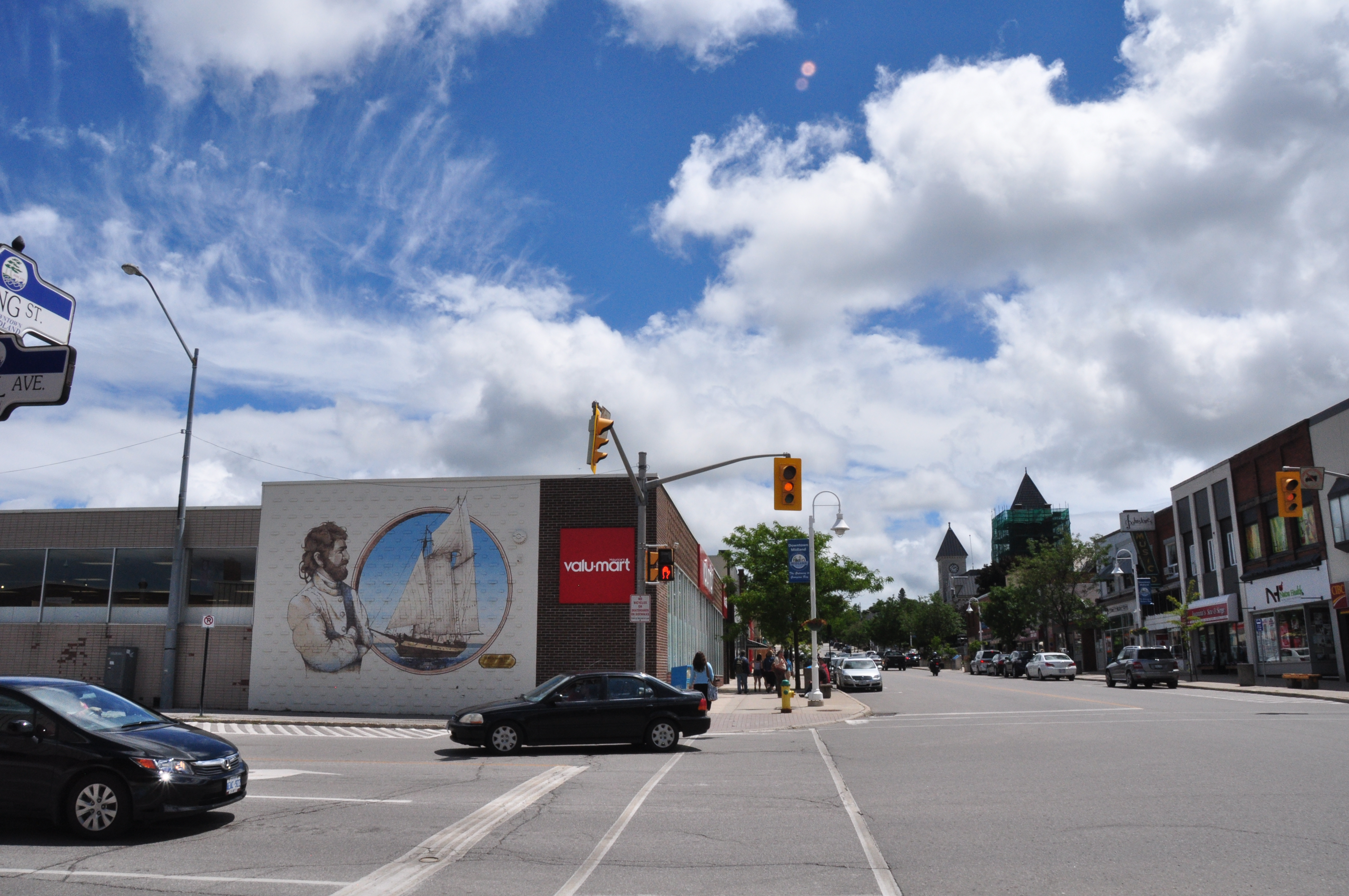
Магазин Valu-mart
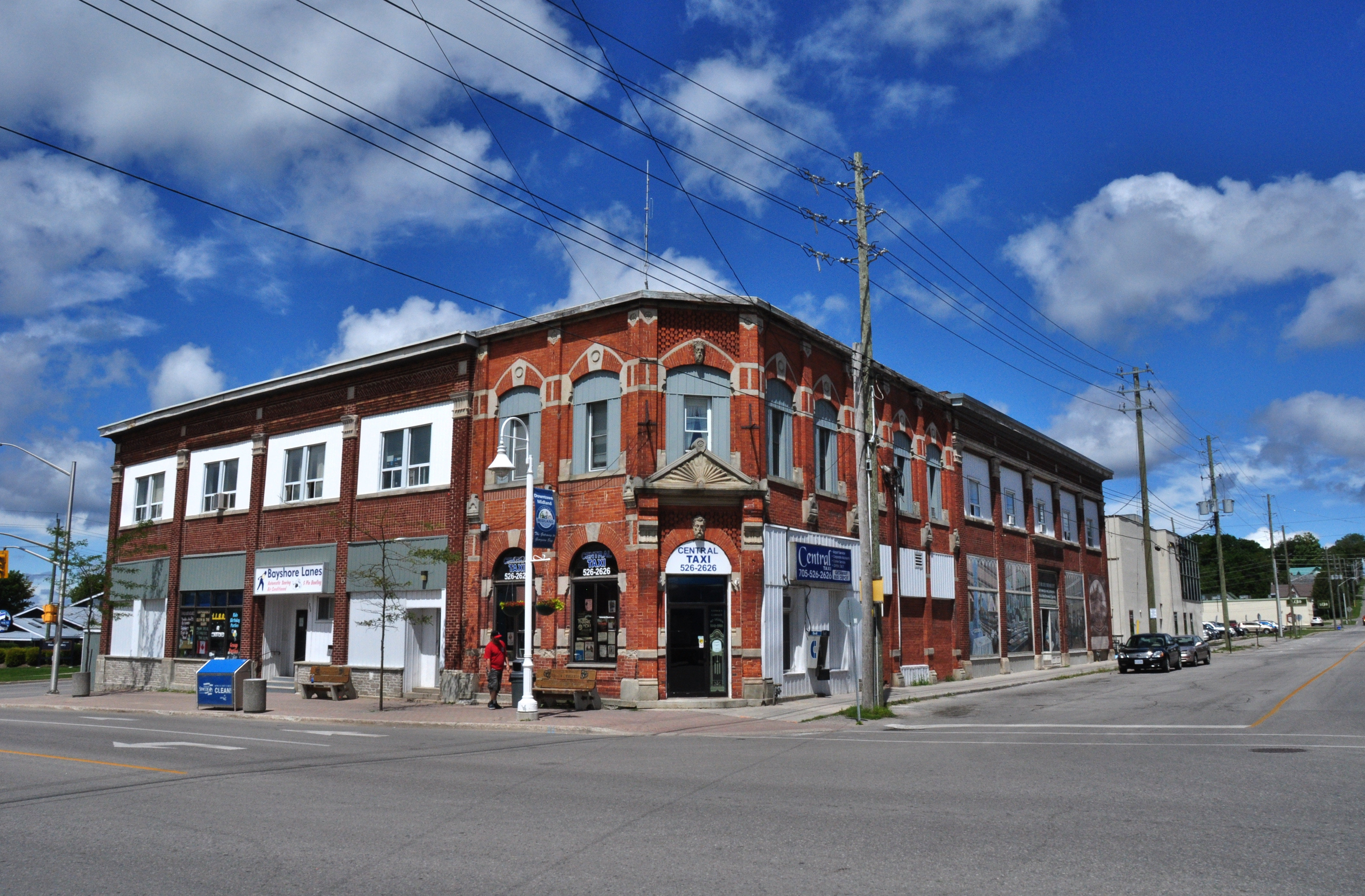
Диспетчерська таксі та автобусів
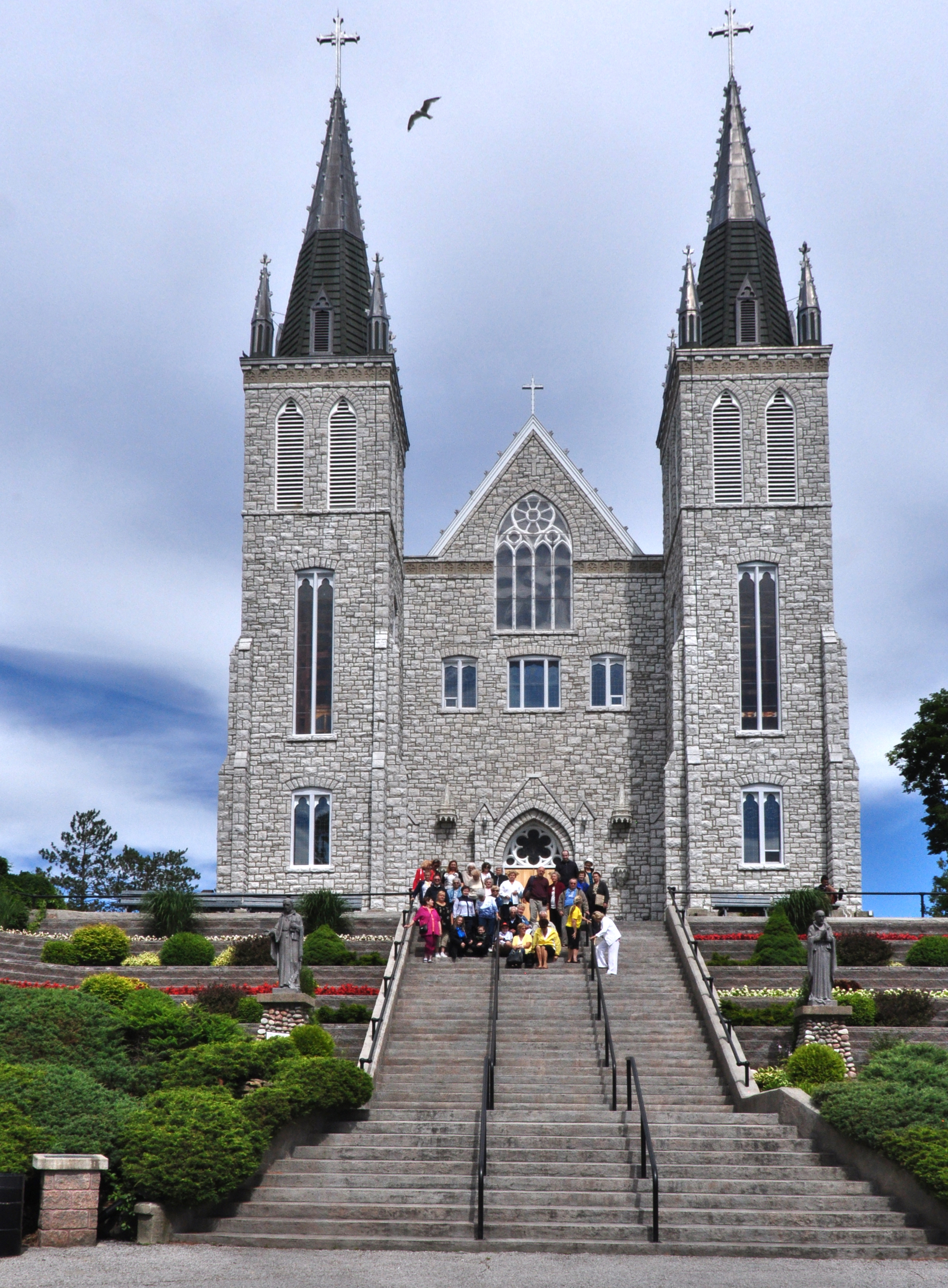
Група відвідувачів з Суспільної Служби Українців Канади, філія Торонто у Святині Мучеників

## Історія
Місто Мідленд було засноване у 1871 році за рішенням керівництва приватної залізничної компанії, яка проклала вузькоколійку від Порт-Гоп (коло Кобурґа на озері Онтаріо) через Бівертон (на березі озера Сімко) і далі на північний захід до затоки Джорджен-Бей. Була вибрана зручна для судноплавства бухта, на березі було сплановане поселення, яке після завершення лінії в 1879 році стало центром торгівлі деревиною та збіжжям. Сама залізнична компанія стала називатись Мідлендською залізницею Канади .

## Місцеві атракції
На південно-східній околиці розміщений католицький єзуїтський монастир та центр паломництва Матінки Божої посеред гуронів (англ. Sainte-Marie among the Hurons), присвячений мучеництву місіонерів Жана де Бребефа (фр. Jean de Brébeuf) та його сподвижників. Безпосередньо в самому містечку в південній частині є Музей Гуронія та меморіальне село гуронів-вендатів, де проводяться екскурсії для туристів та школярів . 

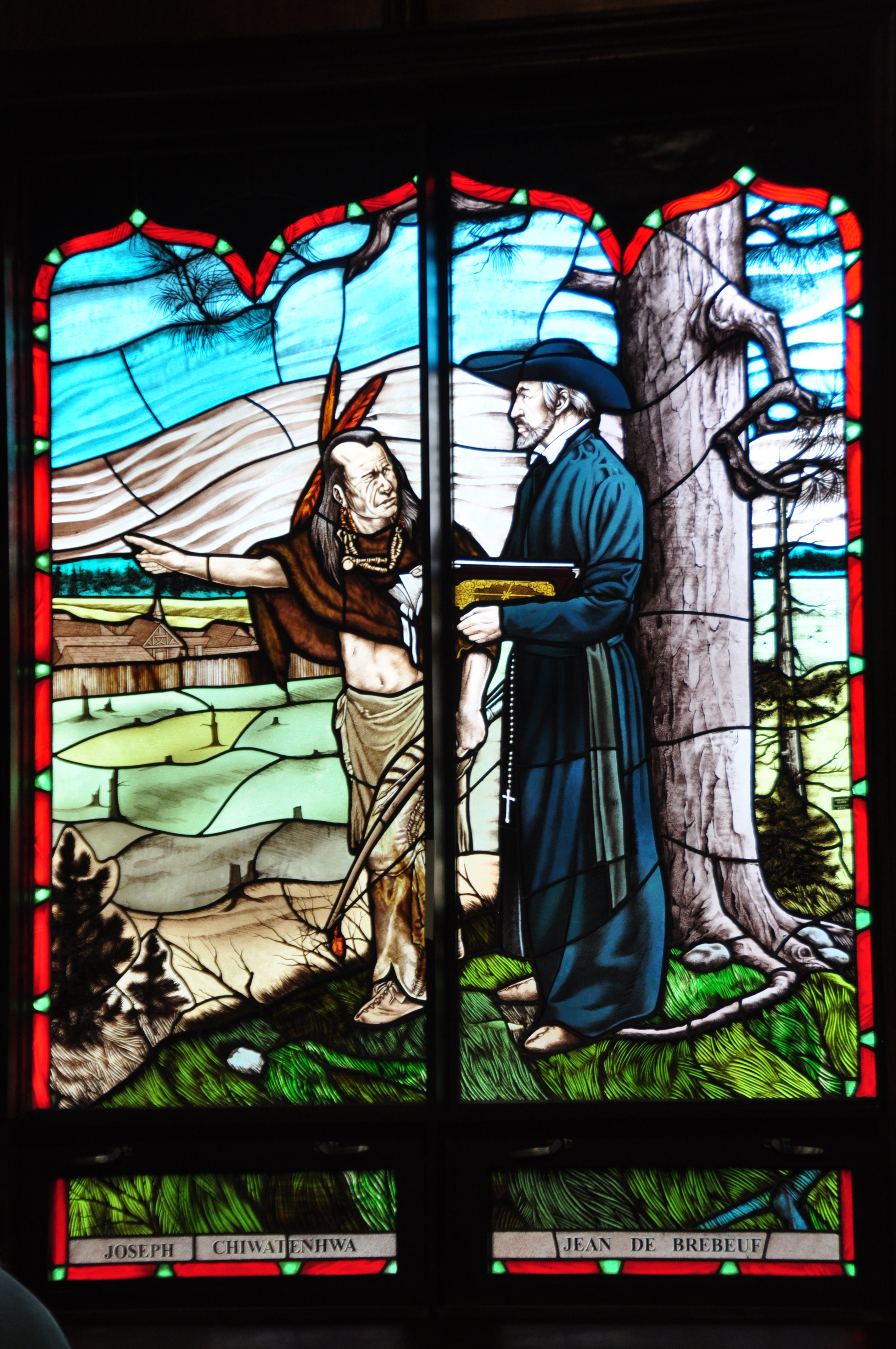
Зображення Жана де Брабефа з індіанцем на вітражі в Святині Мучеників
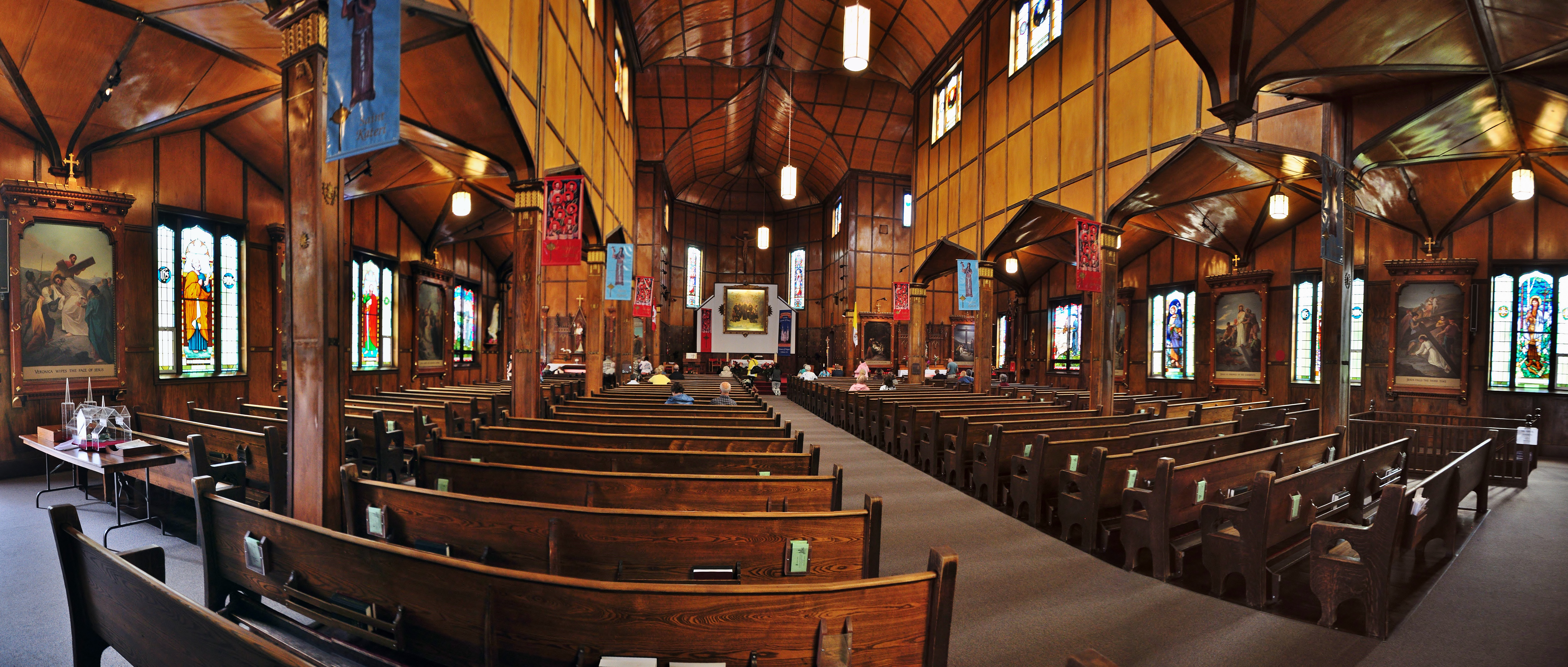
Інтер'єр Святині Мучеників
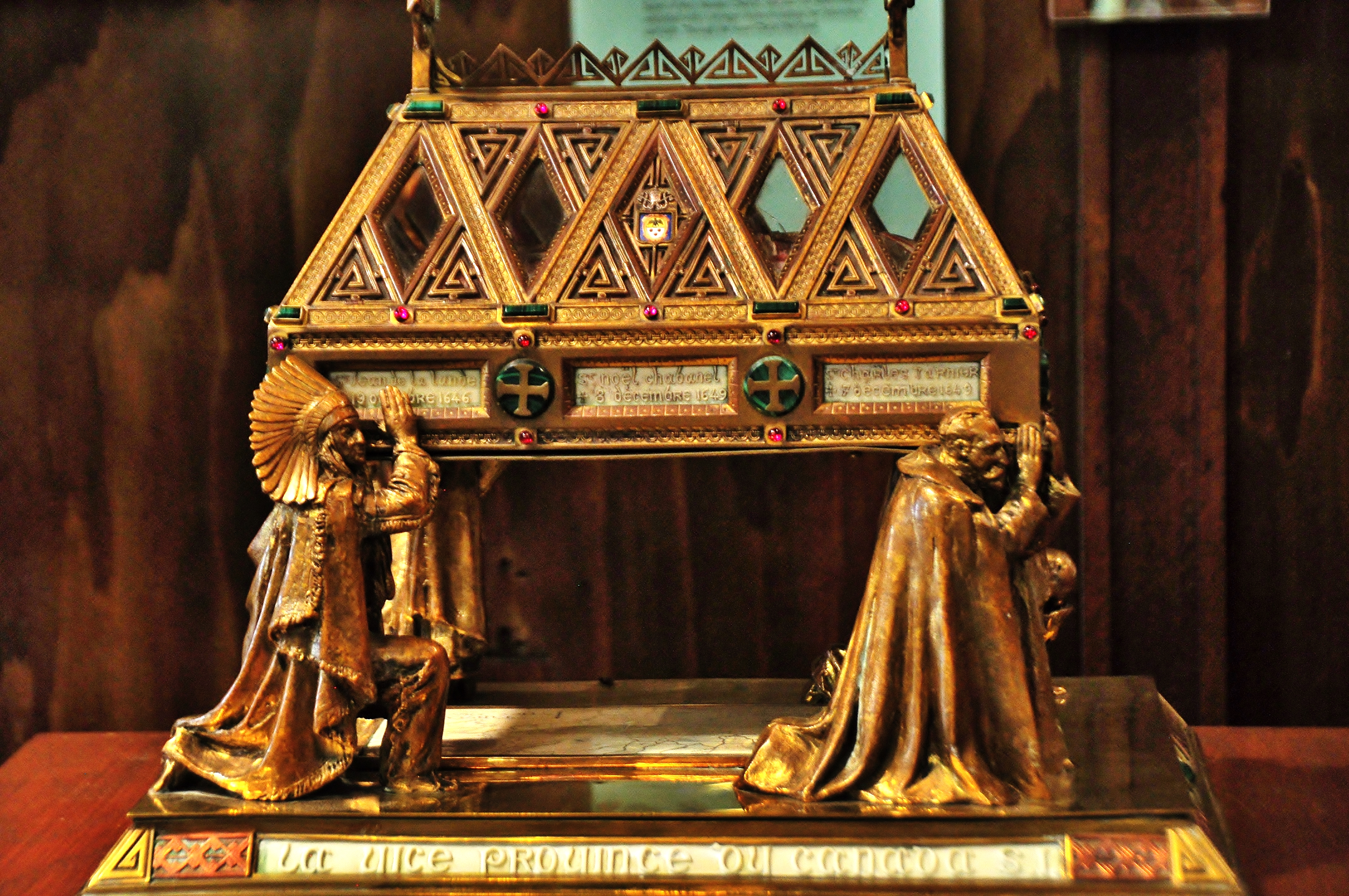
Скринька з реліквіями в Святині Мучеників
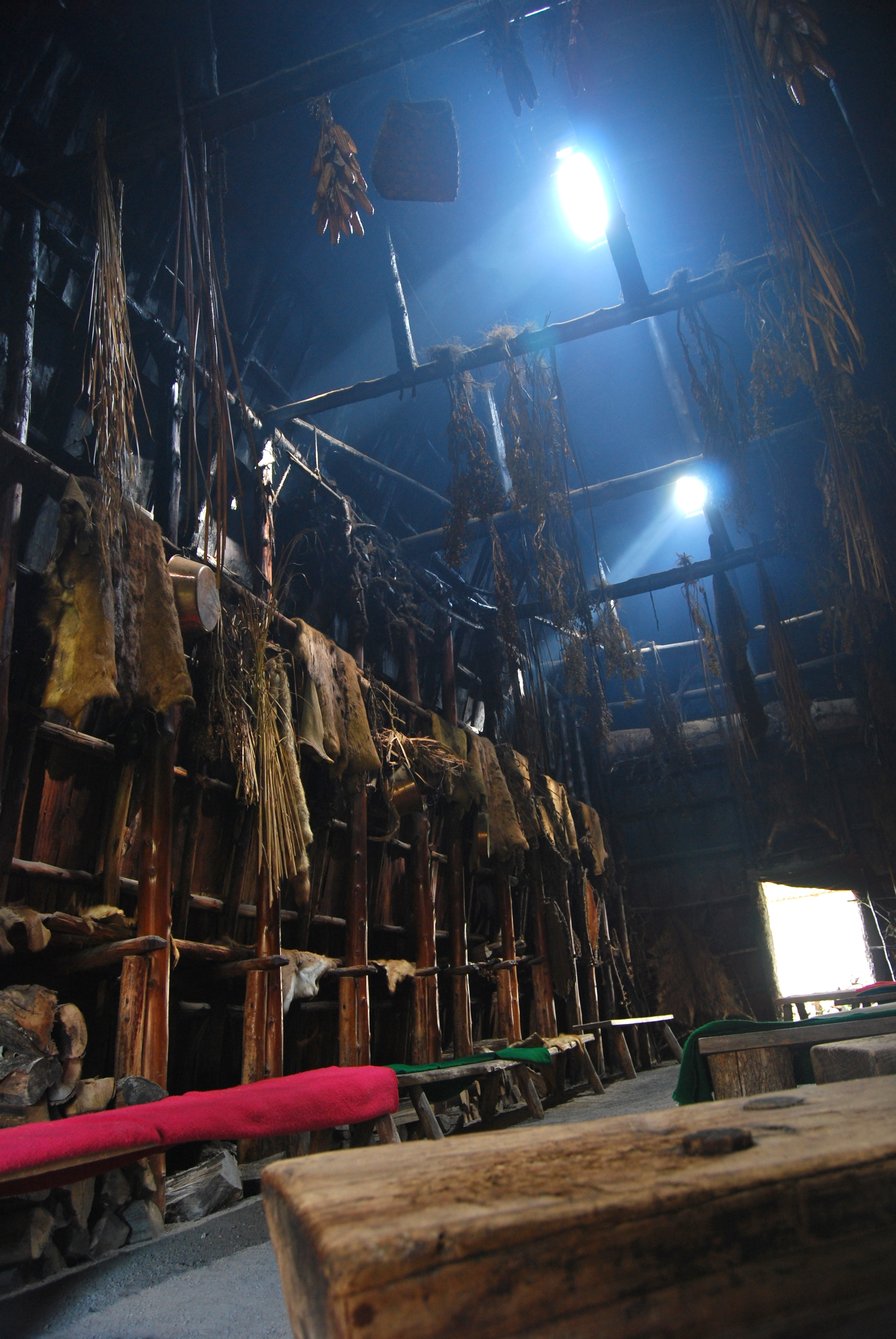
Інтер'єр «великого дому» в поселенні гуронів-вендатів

Природоохоронна територія на болотистій місцевості Вай англ. Wye Marshes є місцем поширення лебедя-трубача, крячка чорного та бугайчика карликового .
З Мідленда також вирушають корабельні екскурсії по островах затоки Джорджен-Бей, що крім відпочинкових цілей служить ще й рекламою для потенційних власників котеджів.